# 지방도 제613호선
지방도 제613호선은 충청남도 서천군 한산면 신성리와 부여군 은산면 나령리를 잇는 충청남도의 지방도이다.

## 연혁
- 2003년 2월 20일 : 지방도 노선 폐지 및 재지정으로 총연장이 32.5km에서 39.1km로 변경[1]
- 2012년 7월 1일 : 지방도 노선 조정[2]

## 주요 경유지
- 서천군
  - 한산면 신성리갈대밭 (국가지원지방도 제68호선과 분기) - 신성리 - 연봉리 - 온동리 - 구동교 - 동산리 - 유산사거리 - 한산초등학교 - 충남디자인예술고등학교 - 한산중학교 - 죽동리
  - 마산면 안당리 - 북두산고개 - 신장사거리 - 신장정류소 - 다림고개 - 소야리 - 벽오리 - 신봉리 - 신봉교 - 지산리 - 팔지보건진료소 - 나궁리 - 진등고개

- 부여군
  - 옥산면 진등고개 - 가로공원삼거리 - 가덕삼거리 - 가덕리 - 신서교
  - 홍산면 신서교 - 남촌사거리 - 제3홍산교 - 홍산 교차로 - 좌홍 교차로 - 교원삼거리 - 교원리 - 장고개 - 상천교 - 상천리
  - 내산면 금지리 - 지티리 - 지티교 - 지티삼거리

이 사이 도로 없음
  - 은산면 새재고개 - 나령리 - 조령교 서단

## 중복 구간
- 부여군 옥산면 가로공원삼거리 ~ 홍산 교차로 : 지방도 제611호선과 중복
- 부여군 홍산면 남촌사거리 ~ 좌홍 교차로 : 국도 제4호선과 중복

## 도로명
- 서천군 한산면 신성리갈대밭 ~ 유산사거리 : 신성로
- 서천군 한산면 유산사거리 ~ 부여군 옥산면 가덕삼거리 : 한마로
- 부여군 옥산면 가덕삼거리 ~ 홍산면 남촌사거리 : 팔충로
- 부여군 홍산면 남촌사거리 ~ 좌홍 교차로 : 대백제로
- 부여군 홍산면 좌홍 교차로 ~ 교원삼거리 : 홍산로
- 부여군 홍산면 교원삼거리 ~ 내산면 지티삼거리 : 삽티로